# La Pintada (Corregimiento)
La Pintada ist ein Corregimiento und Hauptort des Bezirks La Pintada in der Provinz Coclé in Panama. Bei der Volkszählung im Jahr 2023 hatte es 4497 Einwohner. Das Corregimiento erstreckt sich über eine Fläche von 85,5 km².

## Geografie
Der Ort liegt in den Hügeln 13 km nordwestlich von Penonomé. Der Fluss Coclé del Sur fließt am Rand des Ortes entlang. Zwei Kilometer von der Stadt entfernt befinden sich verschiedene präkolumbische Petroglyphen.

## Bevölkerung
Die folgende Tabelle zeigt die Bevölkerung des Corregimientos La Pintada, wie es in den Volkszählungen 2000, 2010 und 2023 erfasst wurde.
| Jahr         | 2000 | 2010 | 2023 |
| ------------ | ---- | ---- | ---- |
| Einwohner    | 3733 | 3882 | 4497 |
| davon Männer | 1949 | 1973 | 2342 |
| davon Frauen | 1784 | 1909 | 2155 |

## Wirtschaft
Die Fabrik der Zigarrenmarke Cigarros Joyas de Panamá befindet sich in der Stadt. Außerdem gibt es einen kleinen Kunsthandwerkermarkt, der Panamahüte und verschiedenes lokales Kunsthandwerk verkauft.

## Orte
Im Corregimiento La Pintada befinden sich folgende Orte:
- Boquilla o La Boquilla
- Chisna
- El Baco
- El Bajito
- El Barrero
- El Pedregoso
- El Peñoncito
- El Rodeo
- Farallón
- Guarumal
- Hato de La Virgen
- La Albina
- La Herrada
- La Pintada
- Las Guabas
- Llano Grande
- Llano Moreno
- Los Reyes
- Membrillal
- Nuevo Paraíso o Rincón Sucio
- Ojo de Agua
- Orari
- Palo Verde
- Perecabe
- Perico
- Picacho
- Pintada Vieja
- Potrerillo
- Santana
- Santos Ortíz
- Toro Bravo
- Valle Alegre